# Waffenbrunn
Waffenbrunn ist eine Gemeinde im Oberpfälzer Landkreis Cham.

## Geographie

### Geographische Lage
Waffenbrunn liegt an der Staatsstraße 2146 am Katzbach, 5 Kilometer nördlich von Cham.

### Nachbargemeinden
Die Nachbargemeinden (im Uhrzeigersinn) sind: Waldmünchen, Weiding, Willmering, Cham, Pemfling, Schönthal.
| Schönthal 11 km | Waldmünchen 13 km                           | Waldmünchen 13 km |
| Pemfling 4 km   | Kompassrose, die auf Nachbargemeinden zeigt | Weiding 6 km      |
| Pemfling 4 km   | Cham 5 km                                   | Willmering 2 km   |

### Gemeindegliederung

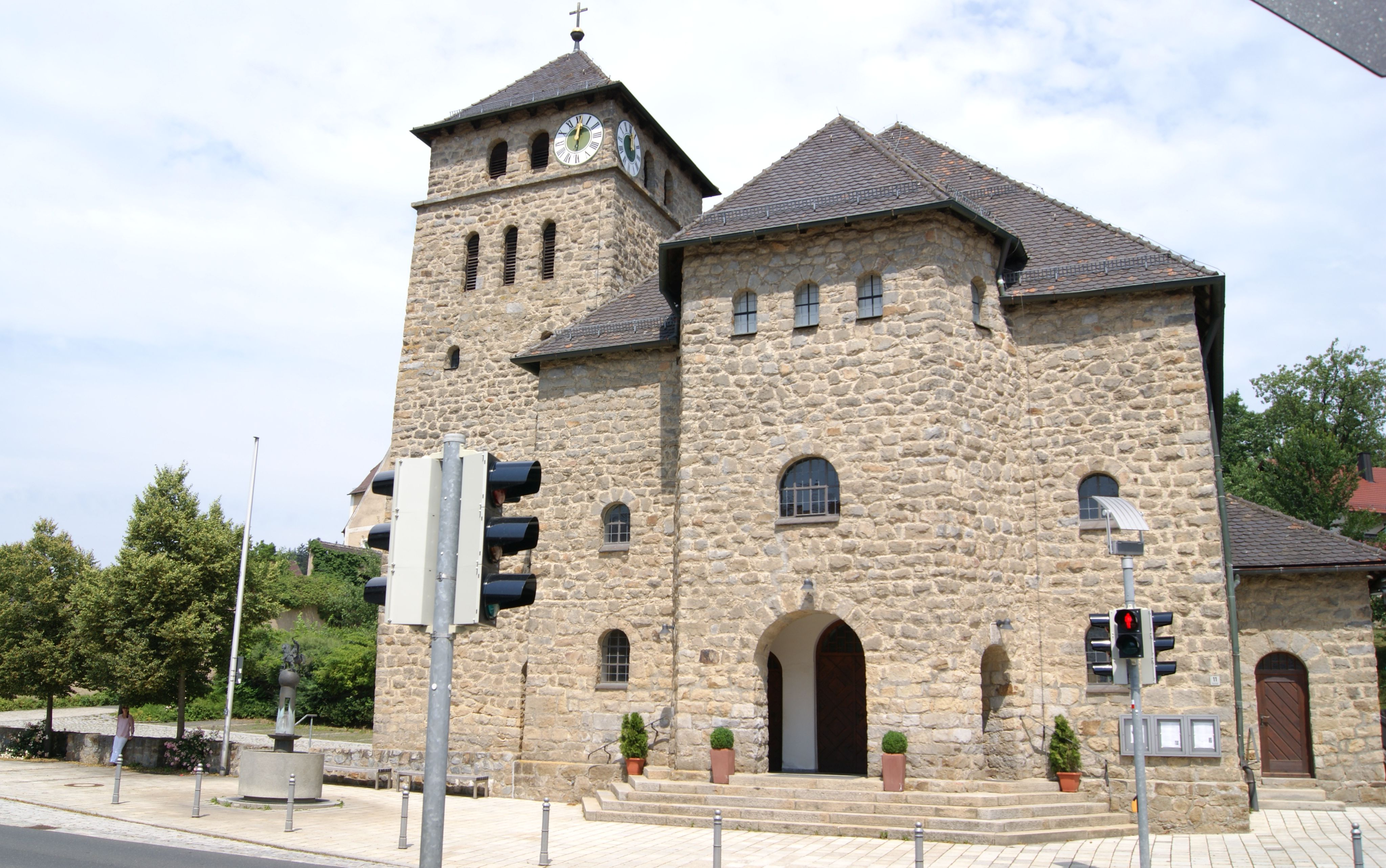
Katholische Kirche von Waffenbrunn.

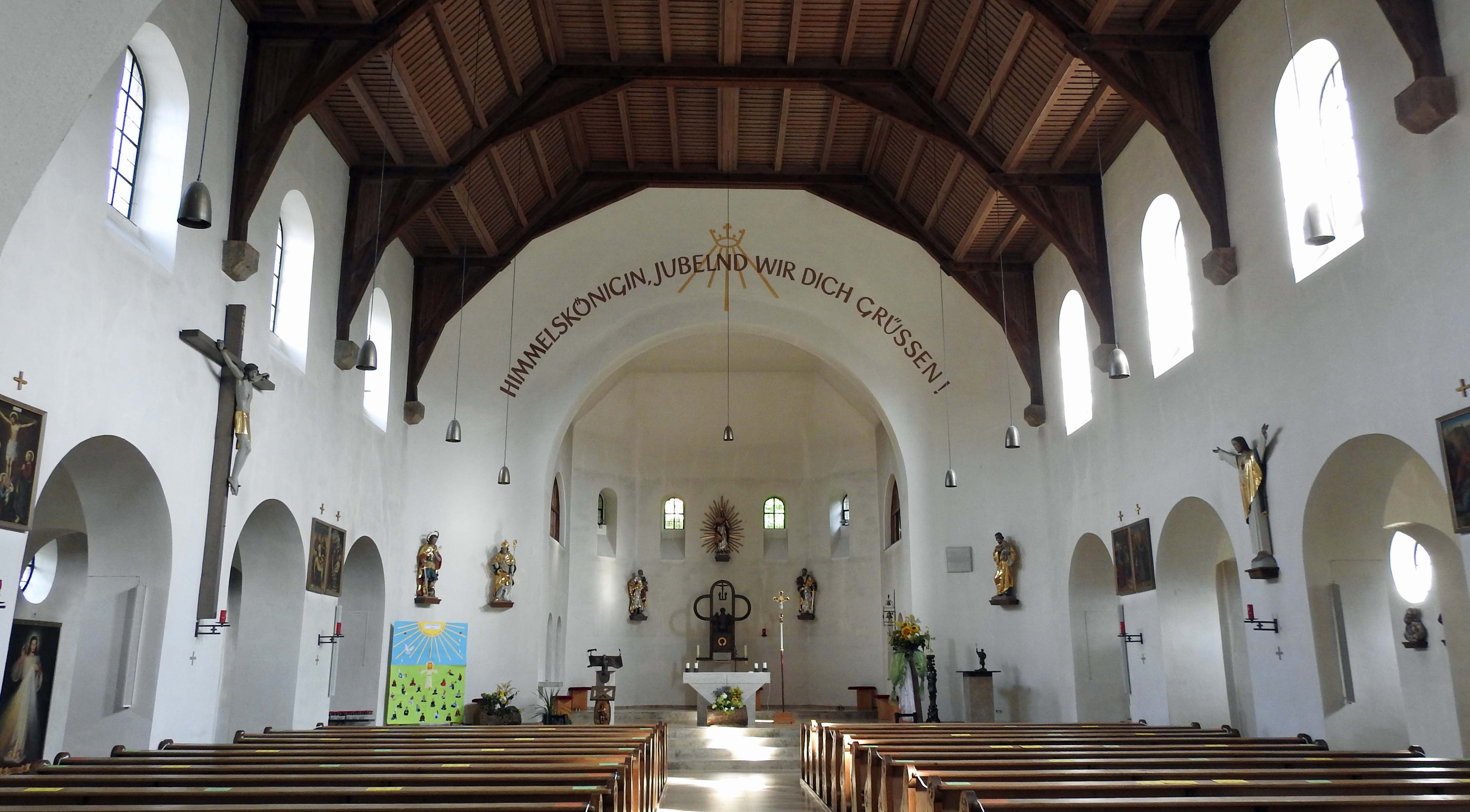
Innenansicht der Pfarrkirche in Waffenbrunn

Waffenbrunn hat 19 Gemeindeteile (in Klammern ist der Siedlungstyp angegeben):
- Balbersdorf (Dorf)
- Darstein (Weiler)
- Habersdorf (Dorf)
- Klessing (Dorf)
- Klinglhof (Einöde)
- Klinglmühle (Einöde)
- Kolmberg (Dorf)
- Kotheben (Einöde)
- Kuglhof (Einöde)
- Maiberg (Dorf)
- Obernried (Dorf)
- Pointmühle (Einöde)
- Rhanwalting (Dorf)
- Saisting (Dorf)
- Schnabelmühle (Einöde)
- Sonnhof (Einöde)
- Thonberg (Weiler)
- Waffenbrunn (Pfarrdorf)
- Weiher (Weiler)

Es gibt die Gemarkungen Habersdorf, Kolmberg, Obernried, Waffenbrunn und Rhanwalting. Die Gemarkung Habersdorf wird mit den Nachbargemeinden Weiding und  Pemfling geteilt, Teile der Gemarkung Rhanwalting befinden sich auch in Cham und Pemfling.

## Geschichte

### Hofmark
Waffenbrunn gehörte den Herren von Paur. Der Ort war Teil des Kurfürstentums Bayern und bildete eine geschlossene Hofmark, deren Sitz Waffenbrunn war.

### Eingemeindungen
Im Zuge der Gebietsreform in Bayern wurden am 1. Januar 1972 wurden Obernried und Teile der Gemeinden Habersdorf und Rhanwalting und am 1. Juli 1972 die Gemeinde Kolmberg eingegliedert.

### Einwohnerentwicklung
Zwischen 1988 und 2018 wuchs die Gemeinde von 1795 auf 2023 um 228 Einwohner bzw. um 12,7 %.
- 1961: 1433 Einwohner
- 1970: 1582 Einwohner
- 1987: 1792 Einwohner
- 1991: 1840 Einwohner
- 1995: 2008 Einwohner
- 2000: 2013 Einwohner
- 2005: 2057 Einwohner
- 2010: 2034 Einwohner
- 2015: 2096 Einwohner

## Politik

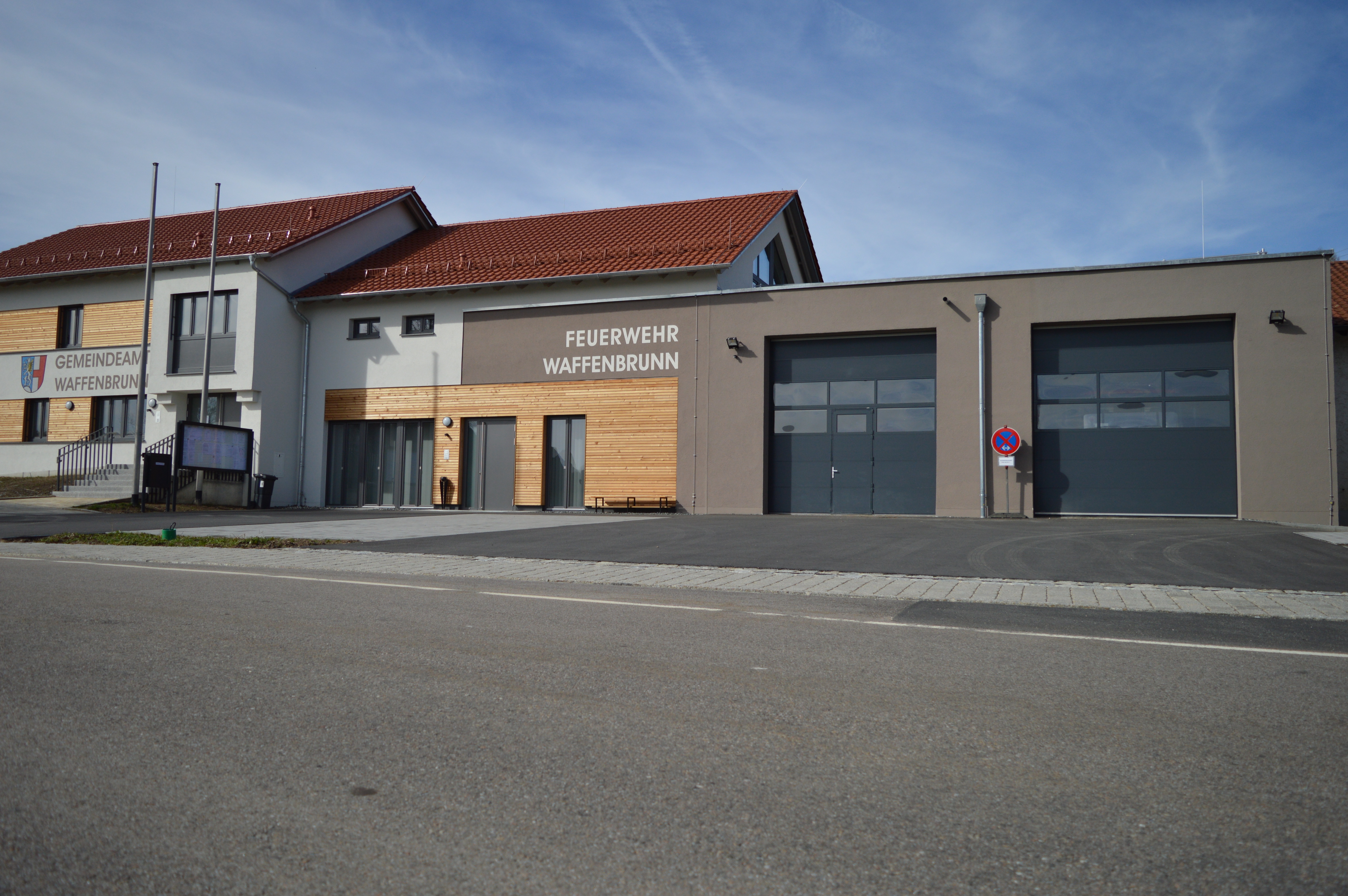
Gemeindeverwaltung mit Feuerwehrhaus

### Bürgermeister
Erster Bürgermeister ist seit dem 1. Mai 2020 Josef Ederer. Er wurde mit 64,8 % der gültigen Stimmen gewählt. Sein Vorgänger war von Mai 2014 bis April 2020 Roland Saurer (Alternative und Perspektive).

### Gemeinderat
Der Gemeinderat besteht aus dem ehrenamtlichen Ersten Bürgermeister und zwölf Gemeinderatsmitgliedern. Bei der Wahl am 15. März 2020 ergab sich folgende Sitzverteilung:
|                                         | Sitze 2020–2026 |
| --------------------------------------- | --------------- |
| CSU/Freie Wählerschaft                  | 4               |
| Freie Wähler                            | 5               |
| Bürgerblock Obernried-Darstein-Thonberg | 2               |
| Wählergruppe Balbersdorf-Habersdorf     | 1               |
| Alternative und Perspektive Waffenbrunn | 2               |
| Gesamt                                  | 14              |

### Wappen
|                                    | Blasonierung: „Gespalten; vorne in Blau auf silbernem Boden ein silberner Greif mit goldenen Flügeln, der einen silbernen Lilienstengel hält; hinten gespalten von Silber und Rot, vorne ein roter Balken.“ |
| Das Wappen wird seit 1974 geführt. | |

## Bodendenkmäler
- Burgstall Darstein
- Burgstall Kolmberg
- Burgstall Ödschloss
- Schloss Waffenbrunn

## Wirtschaft und Infrastruktur

### Wirtschaft einschließlich Land- und Forstwirtschaft
2017 gab es in der Gemeinde 264 sozialversicherungspflichtige Arbeitsplätze. Von der Wohnbevölkerung standen 925 Personen in einem versicherungspflichtigen Beschäftigungsverhältnis. Damit war die Zahl der Auspendler um 661 Personen größer als die der Einpendler. 23 Einwohner waren arbeitslos. 2016 gab es 40 landwirtschaftliche Betriebe; von der Gemeindefläche waren 716 Hektar landwirtschaftlich genutzt.

### Verkehr
Etwa zwei Kilometer westlich der Ortsmitte verläuft die Bundesstraße 22. Die Gemeinde hat einen Bedarfshalt an der Bahnstrecke Cham–Waldmünchen.

### Bildung
Es gibt folgende Einrichtungen:
- Kindertageseinrichtung mit 62 Plätzen und 93 betreuten Kindern (Stand 1. März 2018) und
- Grundschule Waffenbrunn-Willmering mit acht Lehrern und 106 Schülern (Schuljahr 2018/19)[8]

## Persönlichkeiten
- Franz Peter von Paur (1703–1757), Hofmarksherr auf Waffenbrunn, Löwendorf und Darstein; 1744 von Kaiser Karl VII in Adelsstand erhoben.
- Johann Wolfgang von Paur (1722–1765), Hofmarksherr auf Waffenbrunn, Lebendorf und Döfering[9]
- Franz Clement von Paur (1755–1839), Hofmarksherr auf Waffenbrunn, Lebendorf und Döfering; Land-u. Burgsaß zu Wetterfeld; Inhaber der Rittermanns-Lehen Göttling und Friedersried.
- Joseph Clemens von Paur (1806–1877), Herr auf Waffenbrunn
- Joseph Karl Maria von Paur (1849–1918), Herr auf Waffenbrunn
- Gottfried Michael Freiherr von Schacky auf Schönfeld (1888–1943), Herr auf Waffenbrunn[10]
- Sigmund Freiherr von Schacky auf Schönfeld (1926–2012)[11]; Ehrenbürger der Gemeinde Waffenbrunn[12][13]
- Andreas Freiherr von Schacky auf Schönfeld (* 1961), Herr auf Waffenbrunn